# Château du Buisson de May
 (mars 2012).
Si vous disposez d'ouvrages ou d'articles de référence ou si vous connaissez des sites web de qualité traitant du thème abordé ici, merci de compléter l'article en donnant les références utiles à sa vérifiabilité et en les liant à la section « Notes et références ».
Le château du Buisson de May est situé sur la commune de Saint-Aquilin-de-Pacy, dans le département de l'Eure, à proximité de la route nationale 13, au lieu-dit Buisson de Mai.
Le château est classé au titre des monuments historiques.

## Architecture
Le style d'architecture néoclassique très personnel de Denis Antoine donne un air Louis XIV à ce château Louis XVI. Les quatre façades très différentes surprennent le visiteur. Le parc s’inscrit autour du bâtiment comme un écrin. Il est très imprégné des méthodes utilisées à l'époque de Louis XIV notamment. On notera la plate-forme construite avec des murs discrets et la vue qui se prolonge au loin, bien au-delà de l'hémicycle.

## Historique
À la demande de Jean-Jacques de Bordeaux, c'est Denis Antoine, architecte royal, qui réalise les plans et les élévations du château en 1781, ainsi que le tracé des deux hémicycles et des perspectives. L'édifice fait l'objet d'une campagne de restauration à la fin du XIXe siècle sous la direction de l'architecte Charles Couvreux,.
En 1936, la caisse d'allocations familiales de la Région parisienne racheta le château et les bois pour en faire une colonie de vacances. Il fut par la suite hôpital militaire anglais, puis il aurait servi de cachette aux résistants en 1944.
À la suite d'abandon et de pillages, le château connaît une période  de restauration commencée  en 1999, et la visite permet de comprendre les techniques de construction. Le monument est ouvert au public pour de multiples événements culturels.

## Protection
L'ensemble  est classé au titre des monuments historiques depuis 1994.